# Пущиково-Забоже
Пущиково-Забоже (пол. Puszczykowo-Zaborze, нім. Karlskrone) — село в Польщі, у гміні Сважендз Познанського повіту Великопольського воєводства.
Населення — 24 особи (2011).
У 1975-1998 роках село належало до Познанського воєводства.

## Демографія
Демографічна структура станом на 31 березня 2011 року:
|          | Загалом | Допрацездатний вік | Працездатний вік | Постпрацездатний вік |
| -------- | ------- | ------------------ | ---------------- | -------------------- |
| Чоловіки | 12      | 0                  | 10               | 2                    |
| Жінки    | 12      | 3                  | 5                | 4                    |
| Разом    | 24      | 3                  | 15               | 6                    |